# MacKenzie Scott
MacKenzie Scott z domu Tuttle, wcześniej Bezos (ur. 7 kwietnia 1970 w San Francisco) – amerykańska pisarka i filantropka. W 2021 roku jej majątek wyceniano na 62,2 miliarda dolarów, co czyni ją 21. najbogatszą osobą świata. Jest sygnatariuszką The Giving Pledge, zobowiązując się do oddania połowy majątku na cele charytatywne. Jest dyrektorką wykonawczą organizacji Bystander Revolution i w 2020 roku została uznana za jedną ze 100 najbardziej wpływowych osób świata według magazynu Time.
W 2006 roku otrzymała nagrodę American Book Awards za swoją debiutancką powieść „The Testing of Luther Albright”.